# Il faro nella tempesta
Il faro nella tempesta (Out Yonder) è un film muto del 1919 diretto da Ralph Ince. Tratto dal lavoro teatrale The Girl From Out Yonder di Pauline Phelps e Marion Short che aveva debuttato a Baltimora l'11 agosto 1914, il film - che si credeva perduto - ha come interprete principale Olive Thomas.

## Trama

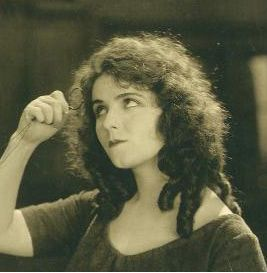
Olive Thomas

Flotsam è la figlia del guardiano del faro Amos Bart. Usando la sua esperienza, salva la vita della signora Elmer dalle pericolose scogliere del New England. La signora è in vacanza insieme al figlio Edward e a degli amici su uno yacht. Flotsam e Edward passano lunghe ore insieme finendo per innamorarsi. Ma quando lui si dichiara, il brutale Joey Clark che vuole Flotsam per sé, rivela che Amos, il padre della ragazza, ha ucciso anni prima il padre di Edward. Amos, che crede di aver commesso il fatto da ubriaco, confessa che Flotman non è figlia sua. La sua vera madre era una donna sul punto di morire e lui e sua moglie hanno allevato la bambina come fosse la loro. Ora Amos incita la ragazza ad andare via con gli Elmer. Ma quando Flotsam viene a sapere che Amos avrebbe ucciso il padre del fidanzato, vuole ritornare al faro, seguita dallo yacht. Al faro, la ragazza e Edward assistono a una scena tra Joey Clark, il pretendente di Flotsam, e Amos: i due uomini hanno un faccia a faccia che porta finalmente alla verità. Il vero assassino del padre di Edward è stato proprio Joey. I due si mettono a lottare e, nella foga, mettono fuori uso la lampada del faro. Flotsam, con una torcia, riesce a illuminare il mare, salvando lo yacht dal naufragio. Ora Flotsam ed Edward possono finalmente pensare al loro amore.

## Produzione
Il film venne prodotto dalla Selznick Pictures Corporation.

## Distribuzione
Il copyright del film, richiesto dalla Selznick Pictures Corp., fu registrato il 20 dicembre 1919 con il numero LP14596.
Il film, distribuito dalla Select Pictures Corporation, uscì nelle sale USA il 21 dicembre 1919. Una copia viene conservata negli archivi cinematografici de La Cineteca del Friuli.
Considerato per anni perduto, il film è riapparso nel 2003 in un lascito al Nederlands Filmmuseum.
Imbibito e virato, il film fu restaurato con il metodo Desemet. La versione restaurata è stata presentata in pubblico nella primavera 2005 durante la Biennale del Nederlands Filmmuseum.